# Tramvajska linija št. 1 (Szczecin)
Tramvajska linija številka 1 (Głębokie – Potulicka) je ena izmed 12 tramvajskih linij javnega mestnega prometa v Szczecinu. Povezuje Głębokie-Pilchowo in Nowe Miasto. Linija je začela obratovati 1905. Celotna linija je dolga 9,36 kilometrov. Linija obratuje vse dni v letu, tj. ob delavnikih, sobotah, nedeljah in praznikih.

## Trasa
| Smer: Potulicka | Smer: Głębokie |
| --- | --- |
| Głębokie – Wojska Polskiego – Piłsudskiego – Matejki – Plac Żołnierza Polskiego – Niepodległości – 3 Maja – Narutowicza – Potulicka | Potulicka – Narutowicza – 3 Maja – Niepodległości – Plac Żołnierza Polskiego – Matejki – Piłsudskiego – Wojska Polskiego – Głębokie |

## Preglednica vozil na liniji
- Linija 1: klasični tramvaj Konstal 4N na trgu Grunwaldzkim
- Linija 1: tramvaj Konstal 105N na trgu Grunwaldzkim
- Linija 1: zgibni visokopodni tramvaj Tatra KT4DtM